# Madhuca engleri
Madhuca engleri là một loài thực vật có hoa trong họ Hồng xiêm. Loài này được (Merr.) Vink mô tả khoa học đầu tiên năm 2002.